# Свердловский (Кемеровская область)
Свердло́вский — посёлок в Ленинск-Кузнецком районе Кемеровской области. Входит в состав Подгорновского сельского поселения.

## География
Центральная часть населённого пункта расположена на высоте 207 м над уровнем моря.

## Население
| 2010 |
| ---- |
| 588  |

### Половой состав
По данным Всероссийской переписи населения 2010 года, в посёлке Свердловский проживало 588 человек (285 мужчин, 303 женщины).

## Экономика
В посёлке действует ООО СХО «Заречье» (отделение им. Свердлова).